# Jag vill ut, jag vill ut, innan dagen är slut
Jag vill ut, jag vill ut, innan dagen är slut är en psalm med fem 6-radiga verser med en 3-radig kör. 

## Publicerad i
- Herde-Rösten 1892 som nr 33 under rubriken "Verksamhet:" med titeln "Evangelii fiskaresång".